# がんばれ!消えるな!!色素薄子さん
『がんばれ!消えるな!!色素薄子さん』（がんばれ!きえるな!!しきそうすこさん / Fight! Don't disappear!! Shikiso Usuko San）は、水月とーこによる日本の漫画作品。

## 概要
『月刊ComicREX』（一迅社）にて、2009年2月号から2014年3月号まで連載。
最初は1枚のイラスト、そして同人誌に掲載していたオリジナル作品で、REXの編集担当者に見いだされて商業誌連載となった。作者初の商業作品。
さらに、ドラマCDが2010年10月27日に発売された。
『コミックREX』2015年3月号から同年7月号まで、続編『もっと!がんばれ!消えるな!!色素薄子さん』が連載された。

## あらすじ
大学生の色素薄子は、その名の通り「何から何まで薄い」。存在感がなく、そのため何かと苦労しているが、それでも友人たちとともに、楽しく日々を送っている。
そんな薄子と友人たちが徐々に人間的に成長していく様子を、ほんわかとした日常を通して描いてゆく作品。

## 登場人物
※キャストはドラマCD版のもの。

### 主要人物
色素 薄子（しきそ うすこ）
声 - 早見沙織
本作の主人公。薄いライトパープルのロングヘア。瞳も同色。
1990年3月21日生まれで、遠ノ宮大学人文学部日本文学科に在籍。
登場時は大学の新入生で、連載が進むにしたがって進級している。
サークルには所属していない。同じ学科で友人となった雲子の紹介（依頼）で、喫茶「甘咲」でアルバイトをしている。また、桐谷優子（後述）からの依頼をきっかけとして、彼女が勤める保育園に何度か手伝いに訪れている。
名前と見た目の通り、存在感が非常に薄い。存在感の薄さのため、何かと不遇な目に会うことも多い。しかし出来事は悲しむが人や自らの特殊性を恨まず、屈することもなく色々な新しいことにチャレンジしている。
存在感の薄さは、幼い頃、かくれんぼで本当に気配を消して隠れたため、見つけてもらえなかったほどである。大学への通学では、バスの運転手が乗客が居ると判らず、乗れなかったり降りられないということもしばしば。ただし意図すれば多少コントロールでき、ふだんでも親しい人には普通に認識される。美人でスタイルも良いため、存在感が薄くなければ普通にモテるが、その後また薄くなって見つけられないというのが定番のオチ。
本人だけでなく本人に関係する事物まで薄くなることが多く、大学の合格発表では受験番号が薄くなっていたほど。他にも記録が消えているのか見つからない、車を運転すれば透明な車と呼ばれ事故になるなどなど。関連して発売されたグッズでも色が薄い、薄子だけほぼ透明など、なにかとネタにもされている。
性格が大人しく優しいためか、アクティブな画子や雲子に引きずられることも多い。加えて悪意や欲が欠落していて天然気味なためか保護欲を刺激するらしく、画子や雲子など世話焼きな人を惹きつけている。ただし、画子と雲子が喧嘩した1度だけ怒ったことがある。
コーヒーと、とんこつラーメンが苦手。好物は鮭だが、食堂で注文しても別の料理が出てくるという出来事にしばしば見舞われている。
友人は、名前（またはその一部）を「ちゃん」付けで呼ぶ（画子ちゃん、雲ちゃん等）。
雲子やその祖父に恐怖感を抱いて「ヘビ」のイメージを持ち、自分はヘビに弱い「カエル」のイメージを持っている。自分のイメージと合っているためか、カエルが大好き。またカエルに限らず動物に好かれる。
既に確固とした進路を見出している画子や雲子に対して、確立できていない自分に劣等感を抱くことも多い。だが、保育園の手伝いを通して自らの進路・適性を徐々に見出し、地元の歴史探索とも迷ったが、桐谷の後押しもあって保育士を目指すことを決意するようになった。最終的には保育士試験にも合格。正式に保育園で働く。
絵尾 画子（えお かくこ）
声 - 寺本來可→茅野愛衣（7巻限定版より）
薄子の幼なじみにして15年来の親友。8月7日生まれ。
ライムグリーンのショートヘア。小柄である。ベレー帽を愛用している。
遠ノ宮大学の芸術科に所属。
名前の通り、絵を描くことが好き。ただ、1人で描くことにこだわり、大学に美術部があるが見学にすら行かなかった。薄子と一緒にいられる時間を長く取るために薄子と同じサークルに所属しようと、薄子とともに多くのサークルを見学して回ったが、結局はどこのサークルにも所属しないままとなっている。
薄子とは逆に極めてポジティブかつアクティブ。天才的気質で気分屋だが、本質的な部分は正しく揺るがない。幼い頃から、引っ込み思案な薄子をあちこち引っぱり回している。本人は意識していないが、周りにもポジティブさとアクティブさを分け与えている。
絵の才能も天才的であり、感性で描く絵は既にかなりの数の賞を獲得。「ピカソ」を自称し、薄子をその妻（2番目の結婚相手）の「ジャクリーヌ」になぞらえる。自由奔放で抽象的な作風を得意とするが、雲子にはあまり理解されていない。一方で実用性の高い絵も描け、食堂のメニューを描いた際はその注文が倍化した。
アイス「ガチガチ君」（これは「ガリガリ君」のパロディ）が好き。
薄子を通して雲子ともすぐに友人になるが、薄子を巡って雲子と対立することも多く、その時は「猫」と化して威嚇する。
指導教官の高柳教授からパリ留学を勧められていたが、「好きなものしか描きたくない」との思いからそれを断り続けていた。だが、撫子の父の陶芸作品との出会いから世界を意識するようになり、さらに自分の進路を見出した薄子に気付いて安心感を感じる。薄子のことを雲子に託し、大学4年生の春にパリへと渡った。現地のコンクールで入賞するなど才能面でも人間性の面でも成長し、大学4年生の秋に帰国した。
なお、パリ留学中にホストファミリーに執拗に勧められたことが原因で、カニカマがトラウマになっている。
小泉 雲子（こいずみ くもこ）
声 - 寿美菜子
薄子の友人。6月16日生まれ。
ブルーのショートヘア。薄子より身長が高く、やや大柄。
薄子と同じく、遠ノ宮大学の日本文学科に所属。薄子とは入学式で知り合った。
オープンで裏表のない性格。「頼れる姐さん」タイプ。ただ、よく居眠りをする（入学式や講義中など）。一方で、自分のミスで周りを巻き込んだ時に泣くなど、意外に乙女な面もある。
サークルは演劇部に所属し、脚本を書いている。また、すでにプロの脚本家としても活動しており、締切りまでにきっちり仕上げるプロ根性も有する。
豪快な言動の割には細やかな気遣いもでき、人手が減り困っている祖父の経営する喫茶店の手伝いを、薄子に依頼した。
「かっこいい」濃造に一目ぼれ。後に素の濃造を目の当たりにするが、ワイルドで素敵と更に惚れる。その後はつかず離れずの微妙な関係が続いていたが、ある一件をきっかけにお互いに告白し、相思相愛の関係となった。
画子に「雲ちん」と呼ばれるのは嫌がっている。画子の自由奔放さに腹を立てることも多いが、内心では友人と認めており、画子がパリに旅立った時には薄子と共に号泣した。
連載中に成人を迎え、お酒を飲めるようになったが、酒癖はやや悪い。また運転免許も取得したが、緊張と慎重すぎるせいで運転は非常に遅い。
烏丸 撫子（からすま なでしこ）
声 - 花澤香菜
薄子たちの1年下の後輩。3月3日生まれ。画子には「なでりん」と呼ばれている。
漆黒のロングヘア。大学では着物に袴という純和装で、当初は注目されまくった。
遠ノ宮大学人文学部日本文学科に在籍。薄子たちが2年に進級した年の新入生。
京都出身。京都弁でしゃべる。口癖は「かっこええ」。薄子を超える天然かつ世間知らず。かなりんびりした性格で、入学式の日を間違えたりした。
抹茶、特に野点で濃茶を飲むのが好みで、天気がいい日は大学の中庭に野点の席をしつらえて一服を楽しんでいる。
薄子とは逆に、カエル全般が苦手。特にウオサダに関しては、入学式の前日にじゃれつかれて以来トラウマとなっている。
半ば強引に京都の実家を出てしまったことで、姉の佐月に後ろめたさを感じていたが、実家に帰った際に姉との会話を通して自分の気持ちと向き合うことができた。
色素 濃造（しきそ こいぞう）
声 - 関智一
薄子の兄。すでに色素家から出ているが、たまに帰って来る。職業は日本文学が専門の学者で、他大学の講師をしていたが、遠ノ宮大学の講師にも就任する。マイカーを持っている。
薄子とは正反対で、とにかく濃い（画子には「うざい」とまで言われる）。声、態度ともに大きく、喜怒哀楽も激しいが後を引かず目まぐるしく変わる。
存在の薄さで苦労している妹の薄子を大切に思っていて、何かと力になっている。また、進路に悩む画太に対しても、人生の先輩として何かと助言を与えているなど、頼れる兄貴という面もしっかり持っている。
仕事モードではオールバック気味のヘアスタイルにメガネをかける。この時は声や態度の大きさは控えられ、ハキハキした喋りと清潔感漂う容姿、誰にも合わせられるソツのなさを有し、存在感も良い方向に凄くなる。
雲子はあくまで「妹の友人」で寄せられる好意にも気づかない朴念仁だったが、半ば告白される形となった以降は意識するようになり、最終的には相思相愛の関係になった。
絵尾 画太（えお かくた）
声 - 岡本信彦
画子の弟。初登場時は中学生で、画子が留学に出たのと同時期に高校生になった。
画子と同じく、ライムグリーンのショートヘア。
思春期真っ最中。薄子に対し、淡い恋心を抱いているが、一歩踏み出すことができず悶々としている。学校ではモテるようだが、本人にとっては薄子以外全く眼中に無い。
小さい頃から生物が好きで、図鑑をよく眺めている。カエルについても詳しく、薄子にもその知識を披露したことがある。
自分の行く道を見いだせておらず、確立した両親や見つけている画子にコンプレックスを感じており、周囲が自らの年上ばかりなためか子どもっぽい反発も多々。
一念発起して薄子に告白してからは子供っぽさが消え、更に頻繁かつストレートに好意を示すようになったこともあり、薄子に意識されるようになる。最終的には薄子からデートの申し込みをされ、快諾した。
甘咲 薫（あまさき かおる）
声 - 大原さやか（7巻限定版より）
雲子の従姉。ウェーブのかかったロングヘア。喫茶「甘咲」を実質的に切り盛りしている。
ふだんは優しく、ほんわかした雰囲気を漂わせるが、実は頑固な上に諦めも悪い。時たま「メイドスイッチ」が入り、自身を含めた店員にメイド服を着せる。かつて、雲子にもメイド服を着せたことがある。可愛い子に可愛い衣装を着せたいらしい。甘咲をメイド喫茶にしようという野望を持っているが、マスターに阻止されている。
料理は見た目もバリエーションもかなりのものなのだが、何故か菓子類だけは食べたら卒倒するようなシロモノとなる。レシピ通りに料理をしないととんでもないことになるらしいが、懲りずに稀にアレンジした料理を仕込んでくる。
薄子や雲子に家庭教師をする際には性格・雰囲気が豹変し、超が付くほどのスパルタで叩き込む。普段の性格に戻った際にはその言動を反省するが、その成果は確かで、薄子達からは恐れられながら感謝されている。
7巻限定版付属のドラマCDにて甘咲を演じた大原によると、作者から「連載ではじめて描いたときから、この役は大原さんと決めていました」と言われ、感動したことを自身の日誌で明かしている。
甘咲のマスター
声 - 斧アツシ（7巻限定版より）
本名は明かされていない。雲子と薫の祖父。
オールバックの白髪に、豊かな口髭をたくわえている。常に気難しそうな表情で無口、滅多なことで喋らない。しばしば相手を睨みつける。初対面の時、薄子には雲子と同様に「ヘビ」のイメージを持たれた。
性格は見た目通り頑固で気難しい面もあるが、基本的には温厚であり、感謝以外の感情を顕にすることはない。
薫にとっては実質的な保護者であり、料理の腕前や結婚の件などで手を焼くこともしばしば。
甘咲は喫茶店だが、飲み物は当人の拘りにより紅茶のみとなっている。紅茶ブレンドの腕は拘るだけに確か。お茶好きつながりで、撫子とは意気投合している。
桐谷 優子（きりや ゆうこ）
薫の高校時代からの友人。11月29日生まれ。保育士をしている。
ある日、喫茶「甘咲」で出会った薄子に何かを見いだし「一日だけ保育園を手伝って欲しい」とお願いをする。
気さくでサバサバした性格だが、保育士の仕事に対する情熱と責任感は強い。体力を使う仕事に追われる中でも明るく振舞い、子供たちとの触れ合いの中で新鮮な発見をできることに幸せを感じている。

### 主要人物の家族
色素家の父
本名は明かされていない。普通の父だが、特性としてではなく話の構成上で存在感が薄い。
色素家の母
同じく本名は明かされていない。薄子を相応に加齢させたような、穏やかで優しい性格。父とは対照的に出番が多め。
画子の母には「なっちゃん」と呼ばれている。
絵尾家の父
本名不明。書道家として確立した名声を得ており、いかにも和の達人という風体だが、意外にお茶目な所もある。家に居ることは少ない。
絵尾家の母
同じく本名不明。辛口料理評論家として著名であり、テレビにも出ていて出版も多数。たまに家に帰って家事などをしている。画太の扱いには長けている。
烏丸 佐月（からすま さつき）
撫子の姉。京都の実家に留まり、茶道の稽古に励んでいる。
撫子が東京に旅立った当初は置いていかれる自分に不安を感じていたが、京都での生活や稽古を通して長女としての自信を感じるようになった。
雲子に恋愛のアドバイスをしたり、撫子をからかったりするなど、お茶目な一面もある。撫子がカエル嫌いになったのも、幼少期に彼女が行ったイタズラが一因。
母の弟子のタケオとは恋人同士。
烏丸 勘之（からすま かんじ）
撫子の父。陶芸家であり、広大な土地の中に工房つきの自宅を所有している。その作品は有名であり、遠ノ宮大学の華道部でも使われている。
撫子を溺愛しており、京都を離れて一人で生活する撫子を心配している。
画子とは同じ芸術家同士ということもあり、意気投合した。彼の作品との出会いが、画子に留学を決意させた一因でもある。

### 遠ノ宮大学関係者
助手さん
本名は不明。遠ノ宮大学・大学院の生命科学研究室に所属。研究室で助手をしているため「助手さん」と呼ばれている。濃造とは高校時代の同級生。
ウオサダこと巨大カエルを生み出した張本人。かなりの大物らしく、日本に帰国した際は学内が騒然となった。また植物を操る能力がある様子。
薄子の「薄さ」に科学者として興味があるらしく、薄子にさまざまな方法でアプローチをかける。だが、画子や雲子からは反感を買っている。
同人誌時代は主要人物の一人であったが、作者曰く連載の際世界観を壊してしまうためにサブキャラになったとのこと。
ウオサダ
声 - 興津和幸
巨大カエル。普通の人間なら数人を一度に抱えられるほどの超巨大サイズ。遠ノ宮大学の生物学科が所有する実験用動物。名の「ウオサダ」は、薄子が名づけた。
助手さんが生み出した。よく脱走して、学内で繰り返し「謎のヌルヌル水たまり事件」を起こした（水たまりは、ウオサダが分泌した大量の唾液だった）。
現在は、薄子になついている。撫子のことも気に入っているようだが、撫子からは恐れられている。撫子の夢の中では擬人化された姿で登場し、撫子を震え上がらせた。
センパイさん・コウハイさん
助手さんと同じ研究室に所属する、生物学科の学生（初登場時はそれぞれ4年生・3年生）。
脱走したウオサダを捕獲するため、たびたび学内に登場している。
遠野 章（とおの -）
遠ノ宮大学の講師。遠ノ宮の郷土史の研究をしており、遠ノ宮への愛を熱く語る。
ややずぼらな性格であり、自分の講義の時間を間違えたり、研究室内の片付けもままならない状態。
薄子は手違いで彼のゼミに配属されたが、遠ノ宮について語る姿に感銘を受け、正式に所属することになった。
喫茶「甘咲」の常連でもある。
高柳教授（たかなやぎ-）
画子の大学での指導教官。眼鏡に派手な服装という、いかにも芸術家然としたいでたち。
画子に常々パリへの留学を勧めていた。
ゆりりん
演劇部の部員。本名は「牧野　優梨子」。
読者モデルをしており、大学内にもファンは多い。だが本性は高慢かつ激しい気性の持ち主であり、雲子の脚本にも腹を立てていた。一方で雲子がスランプに陥った際には（間接的な方法であるが）励ましの言葉を送るなど、ツンデレ的な性格の持ち主でもある。

### その他
幽 霊花（かすみ れいか）
大学の研修旅行で、同級生と名乗って薄子・雲子とともに京都を巡った女性。
漆黒のロングヘア。常にどんよりしたオーラを放ち、セリフにはやたらと「…」が挟まるような、やや不気味な雰囲気をまとっていた。
京都では「葵祭」、特に斎王代を見るのが目的と語った。
実は学生ではなく、人間でもなかった。大学に入る直前に病死した「麗花」の幽霊であり、薄子や雲子とともに斎王代を見て、楽しいひとときを過ごしたことで満足し、成仏した。
その後、薄子の夢の中やおまけ漫画では再登場を果たしている。
洋平くん（ようへい-）
母親と一緒に喫茶「甘咲」によく来る男の子。薄子になついている。
薄子の作ったパウンドケーキによって、紅茶のおいしさに気づいた。
桐谷の勤める保育園に通っており、そちらでは女の子に人気である。
ちかちゃん
桐谷の勤める保育園に通っている女の子。洋平くんとは仲が良い。
洋平くんのことをめぐって薄子に嫉妬していたが、その後薄子との会話を通して仲良くなった。
単行本のおまけページでは、洋平くんと彼女が成長した姿が描かれている。
ナツさん
撫子の実家へ旅行に行く途中（土山サービスエリア）、バスに乗り遅れてしまった薄子が出会った滋賀県民の女性。
豪快で人情味ある性格であり、困っている薄子を見て救いの手を差しのべる。
薄子をビワコオオナマズになぞらえ、「ナマズちゃん」と呼ぶ。
「1年のうち200日くらいはバイクやヒッチハイクで日本を縦断している」という裏設定がある。
ニュースサイトたん
薄い青髪の女性キャラクター。
売店の店員や近所の女の子、ポスターの絵柄など様々な場面でモブキャラとして登場している。
元は作者がWeb連載している『ニュースサイトたん4コマ』のキャラクター。ストーリーに直接絡むことはないが、単行本4巻のおまけ漫画では薄子と共演している。

## 主な舞台
遠ノ宮大学（とおのみやだいがく）
薄子・画子・雲子・撫子が通う。薄子はバスで通っているが、時間をかければ歩いて通える。また、近隣には電車の駅も存在する。
毎年5月に、学生のための研修旅行が行われる。
喫茶「甘咲」（あまさき）
雲子の祖父が経営し、薫が切り盛りする、紅茶専門の喫茶店。
人手不足となり、雲子の紹介で薄子がアルバイトを始めた。
店の前には、カエルの置き物がある。
遠ノ宮市
薄子の家などがある。東京駅から電車で1時間程度。宅地が多いが、少し歩けば田んぼもある。それほど人口は多くないらしい。
「遠ノ宮七夕祭」が毎年開催されている。

## 書誌情報

### 単行本
一迅社より「REX COMICS」として刊行されている。全12巻。奥付が、REX COMICSのロゴを除き、すべて作者の手書きをそのまま印刷したものとなっているのが特徴である。また、各巻末には描き下ろしのおまけまんが「がんばれ!負けるんな!!水月とーこさん」が収録されている。
- 第1巻（2009年7月20日初版発行・7月9日発売） ISBN 978-4-7580-6156-8
巻末には、ストライク平助によるゲストページが収録されている。
- 第2巻（2009年12月20日初版発行・12月9日発売） ISBN 978-4-7580-6176-6
- 第3巻（2010年7月20日初版発行・7月9日発売） ISBN 978-4-7580-6198-8
- 第4巻（2010年11月5日初版発行・10月27日発売） ISBN 978-4-7580-6219-0
巻末には、ドラマCDのアフレコレポートと、作者が知人のサイトで連載している『ニュースサイトたん4コマ』の出張版が収録されている。
- 第5巻（2011年6月5日初版発行・5月27日発売） ISBN 978-4-7580-6248-0
- 第6巻（2011年11月5日初版発行・10月27日発売） 通常版 ISBN 978-4-7580-6277-0 ／ 限定版 ISBN 978-4-7580-6278-7
限定版にはドラマCDが付属。また、おまけ漫画もドラマCDのアフレコレポートとなっている。
- 第7巻（2012年7月5日初版発行・6月27日発売） 通常版 ISBN 978-4-7580-6312-8 ／ 限定版 ISBN 978-4-7580-6313-5
限定版にはドラマCDが付属。また、描き下ろしページがドラマCDのアフレコレポートとなっている。
- 第8巻（2013年4月5日初版発行・3月27日発売） 通常版 ISBN 978-4-7580-6345-6 ／ 限定版 ISBN 978-4-7580-6346-3
限定版には薄子と画子の高校生時代を描いた描き下ろし小冊子が付属。また、単行本の描き下ろしページでは薫と桐谷の高校時代が描かれている。
- 第9巻（2013年6月5日初版発行・5月27日発売） 通常版 ISBN 978-4-7580-6374-6 ／ 限定版 ISBN 978-4-7580-6375-3
限定版にはカラーイラストを再録した小冊子が付属。また、単行本の描き下ろしページが雲子脚本（という設定）の「遠ノ宮ラブストーリー」となっている。
- 第10巻（2013年8月5日初版発行・7月27日発売） 通常版 ISBN 978-4-7580-6399-9 ／ 限定版 ISBN 978-4-7580-6400-2
限定版には絵本風小冊子「本当は薄い昔話」が付属。また、単行本の描き下ろしページがRPG風の「うすこさんのだいぼうけん」となっている。
- 第11巻（2013年10月5日初版発行・9月27日発売） 通常版 ISBN 978-4-7580-6412-5 ／ 限定版 ISBN 978-4-7580-6413-2
限定版には同人誌時代の作品の一部を再録した「プロトタイプ小冊子」が付属。また、単行本の描き下ろしページでは画子と雲子の保育園での手伝い風景が描かれている。
- 第12巻（2014年2月27日発売） 通常版 ISBN 978-4-7580-6424-8 ／ 限定版 ISBN 978-4-7580-6425-5

### ドラマCD
ランティスより、2010年10月27日に発売。“薄く動く”薄子ほか、全4本のPVとドラマを収録したDVDが同梱されている。
登場人物欄以外の登場キャラクターと担当声優は、以下の通り。
- 食堂のおばちゃん - 慶長佑香
- 学生A - 興津和幸
- 学生B - 松岡禎丞
- 学生C - 佐倉綾音
- 忍者A - 興津和幸
- 忍者B - 松岡禎丞

収録曲
（全作曲・編曲：伊藤真澄）
※ 太字は楽曲、斜字はドラマ
1. プロローグ [2:46]
2. ここより遠くを見るまえに [4:09]
歌：色素薄子（早見沙織）
作詞：畑亜貴
3. ウオサダさんが逃げ出した!? [6:13]
4. キャンパスで アドベンチャー [4:17]
歌：色素薄子（早見沙織）
作詞：ハラユカ。
5. みんなで搜索 [5:07]
6. はんなり お外でお濃茶を [5:18]
歌：烏丸撫子（花澤香菜）
作詞：ハラユカ。
7. 薄子さんが気付いたこと [7:13]
8. 大団円 [3:02]
9. すてきがそっと訪れる [5:15]
歌：伊藤真澄
作詞：畑亜貴
10. エピローグ [1:39]

その他のドラマCD
上記ドラマCDと同じ日に発売されたComicREX11・12月合併号には同キャストによる別個のドラマCDが付録として付いた。
また、単行本6巻・7巻の限定版には、同キャストで新たな脚本のドラマCDが付属している。